# 光明燈

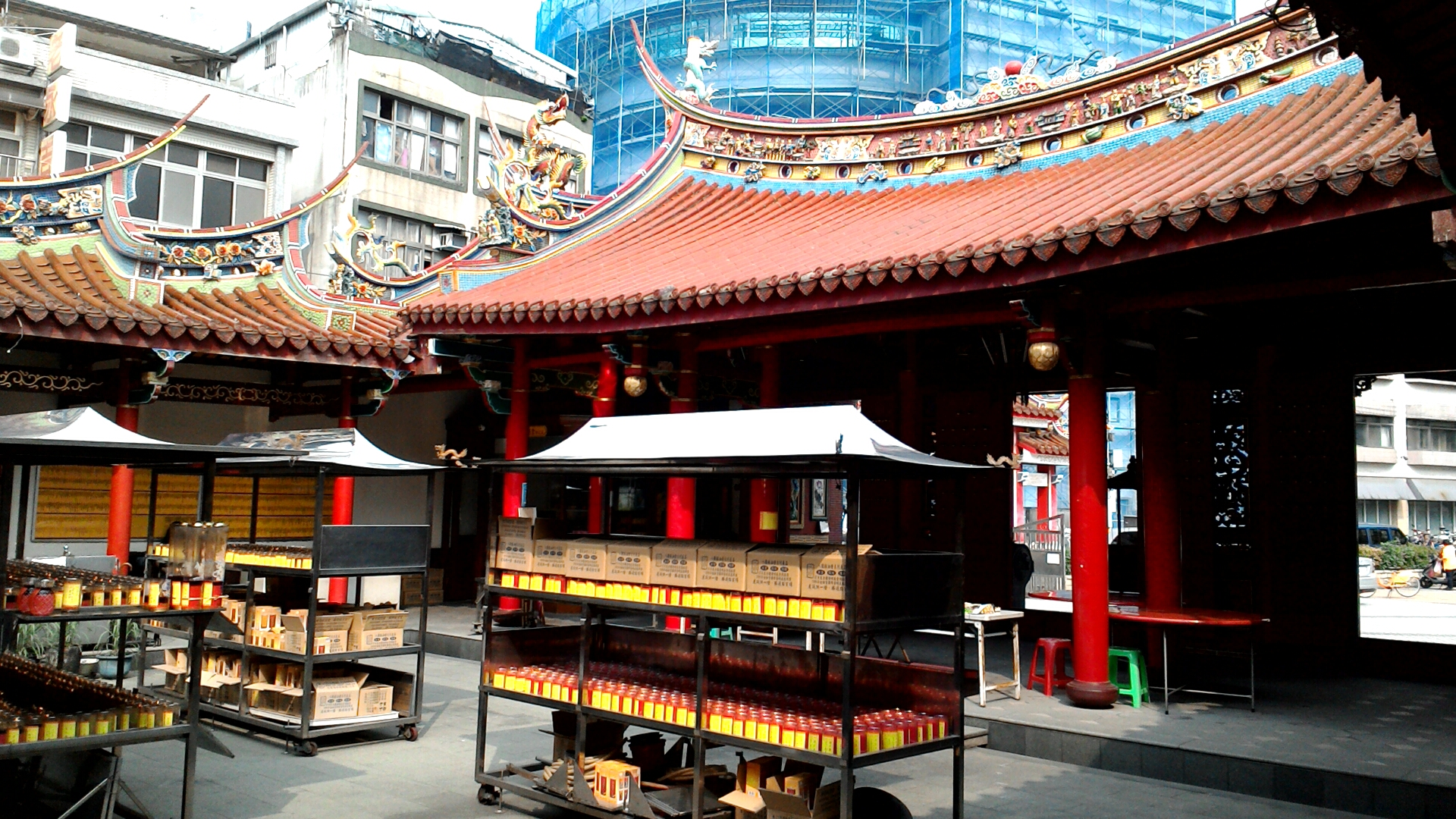
桃園文昌宮的光明燈

光明燈，是一種民間信仰行為，又稱平安燈，是宗教中祈福用的燈具，在道教的廟宇中，經常都有光明燈，有祈福的意味。近來的光明燈，體積小、數量多，設計來給信徒使用，並盡可能的延長其燃燒時間，而光明燈的收費，也是許多廟宇重要的香火錢來源。
在中國民間信仰上，在春節正月期間，為自己點光明燈，有「照耀前途」的意義。此外，廟方通常不接受以死者名義點光明燈。有些廟宇安太歲的方式，是在太歲神旁點上寫有犯太歲者姓名的光明燈。以往光明燈使用蠟燭或油燈的方式，其大量燃煙與不一定能長久光明的缺點，造成許多困擾，近代的廟宇因此設計有現代的塔型光明電燈，在台灣許多廟宇，皆可看到塔型的光明燈座，是每一層中有小隔間，內用紅色的小燈泡，外則在透明小窗上貼上或是寫上施主的姓名、生日（經常以紅色筆寫成）。
在歐美，天主教及正教會的教堂中，也有類似光明燈的小蠟燭座，讓教徒點燃，代表自己對天主或耶穌基督的信仰能照耀世上其他人，同時藉點燃，代表祈求神的祝福。

### 書目
1. 《臺灣節慶之美》，〈節慶小百科：點光明燈〉，國立傳統藝術中心版權所有。
2. 吳美杏，〈臺南市光明燈信仰之研究〉，臺南：國立臺南大學臺灣文化研究所碩士論文。

光明燈 - 旺興瑤池宮